# Сьвіняри (Гуровський повіт)
Сьвіняри (пол. Świniary) — село в Польщі, у гміні Вонсош Гуровського повіту Нижньосілезького воєводства.
Населення — 176 осіб (2011).
У 1975-1998 роках село належало до Лешненського воєводства.

## Демографія
Демографічна структура станом на 31 березня 2011 року:
|          | Загалом | Допрацездатний вік | Працездатний вік | Постпрацездатний вік |
| -------- | ------- | ------------------ | ---------------- | -------------------- |
| Чоловіки | 91      | 19                 | 63               | 9                    |
| Жінки    | 85      | 11                 | 53               | 21                   |
| Разом    | 176     | 30                 | 116              | 30                   |